# 段确
段确（6世纪？—619年），北海郡期原县人，隋朝兵部尚书段文振之子，唐朝官员。

## 生平
武德二年（619年）闰二月，唐高祖派散骑常侍段确到菊潭（今河南省内乡县）慰劳朱粲。段确生性喜欢喝酒，四月初三，段确趁醉侮慢朱粲：“听说你爱吃人肉，人肉是什么滋味？”朱粲回答：“吃醉鬼的肉就像吃酒糟猪肉。”段确骂道：“狂贼入朝，不过是个奴仆头头，还能吃人肉？”朱粲于是将段确和几十名随从都煮了，分给手下人吃，随后朱粲屠杀了菊潭百姓，投奔王世充。

## 子孙

### 子女
- 段孝机，中书舍人[1]
- 段孝叡，洛州刺史[1]

### 孙
- 段粹，段孝机子，化州刺史[1]
- 段徴，段粹弟，殿前侍御史[1]
- 段庭瑜，段孝叡子[1]